# Akito Saito
Akito Saito (japanisch 斎藤 彰人 Saito Akito; * 15. August 1999) ist ein japanischer Fußballspieler.

## Karriere
Akito Saito erlernte das Fußballspielen in der Schulmannschaft der Jissen Gakuen High School sowie in der Universitätsmannschaft der Sanno University. Seinen ersten Vertrag unterschrieb er am 1. Juli 2022 beim armenischen Verein FC Lernajin Arzach. Mit dem Verein aus Sissian spielte er einmal in der zweiten Liga. Nach nur zwei Monaten wurde sein Vertrag Ende August 2022 wieder aufgelöst. Mitte November 2022 zog es ihn nach Indien. Hier unterschrieb er in Aizawl einen Vertrag beim Aizawl FC. Der Verein spielte in der I-League. Im August 2023 wechselte er zum philippinischen Verein Kaya FC-Iloilo. Die Saison 2024 und 204/25 feierte er mit dem Verein die philippinische Meisterschaft. 2023 wurde er mit Kaya Pokalsieger. Nach zwei Jahren verließ er den Verein. Im Sommer 2025 unterschrieb er ein Thailand einen Vertrag beim Zweitligisten Trat FC.

## Erfolge
- Philippinischer Meister:  2024, 2024/25

- Philippinischer Pokalsieger: 2023